# Kurima-jima
Kurima-jima (来間島) est une île du Japon, une des îles Miyako dans l'archipel Sakishima.

## Géographie
Elle est administrée, avec les îles Miyako-jima et Shimoji-shima, par la ville de Miyakojima.